# Madeline Brewer
Madeline Kathryn Brewer (Pitman, Nueva Jersey; 1 de mayo de 1992) es una actriz estadounidense. Es más conocida por sus roles en la serie de Netflix Orange Is the New Black, El cuento de la criada y  You.

## Carrera
Brewer comenzó su carrera después de interpretar a Tricia Miller en la serie original de Netflix "Orange Is the New Black". En 2016, apareció en "Men Against Fire", un episodio de la serie de antología Black Mirror. En 2018, interpretó al personaje principal de Alice / Lola en la película de terror psicológico de Netflix Cam. Ha protagonizado la serie original de Hulu,  The Handmaid's Tale, desde 2017.

## Biografía
Madeline se graduó en la Academia Musical y Dramática Americana en Nueva York.
En 2002, sus padres (Mark y Laurie Brewer) se divorciaron, cuando ella tenía 10 años. En 2013 se incorporó como actriz a la serie de Netflix Orange Is the New Black.
En 2017 dio vida a Ofwarren/Janine en la serie de televisión The Handmaid's Tale, basada en el libro homónimo de la autora Margaret Atwood.

## Filmografía

### Cine
| Año  | Título                         | Papel                  |
| ---- | ------------------------------ | ---------------------- |
| 2017 | Flesh and Blood                |                        |
| 2017 | Hedgehog                       | Ali                    |
| 2018 | Still                          | Lily                   |
| 2018 | Cam                            | Lola / Alice Ackermann |
| 2019 | Captive State                  | Rula                   |
| 2019 | Hustlers                       | Dawn                   |
| 2019 | Where Are You                  | Hannah / Kate          |
| 2021 | The Ultimate Playlist of Noise | Wendy                  |
| 2021 | Separation                     | Samantha               |
| 2022 | Space Oddity                   | Liz                    |
| 2024 | Anniversary                    | Anna                   |

### Televisión
| Año       | Título                  | Papel          | Notas                        |
| --------- | ----------------------- | -------------- | ---------------------------- |
| 2013      | Orange Is the New Black | Tricia Miller  | 7 episodios                  |
| 2014-2015 | Hemlock Grove           | Miranda Cates  | 10 episodios                 |
| 2014      | Stalker                 | Claudia Burke  | Episodio: "Loco por ti"      |
| 2015–2016 | Grimm                   | Billie Triunfo | 2 episodios                  |
| 2016      | Black Mirror            | Raiman         | Episodio: "Men Against Fire" |
| 2016      | The Deleted             | Agatha         | 8 episodios                  |
| 2017-2019 | The Handmaid's Tale     | Janine Lindo   | 24 episodios                 |
| 2020      | Acting for a Cause      | Claudius       | Episodio: "Hamlet"           |
| 2022      | Shining Girls           | Klara          | Episodios: "Bright", "30"    |
| 2025      | You                     | Bronte         |                              |